# Place du Châtel
La place du Châtel est une place de Provins, en France.

## Caractéristiques
La place du Châtel est une grande place de la ville-haute de Provins, en Seine-et-Marne. De forme rectangulaire, elle mesure environ 80 m de long sur à peu près 30 m de large.
Le pourtour de la place est accessible aux véhicules ; le centre forme une esplanade en terre, entourée d'arbres.

## Sites particuliers
De nombreux édifices donnant sur la place sont protégés comme monuments historiques :
- la croix des Changes, sur la place en elle-même[1]
- les vestiges de l'église Saint-Thibault[2]
- l'hôtel de la Coquille[3]
- la maison des Petits-Plaids[4]
- la maison des Trois Pignons[5]
- une maison, au no 9[6]

Un puits datant du XIIIe siècle est également situé sur la place, à proximité de la croix des Changes.